# Sapi-an
Sapian (o anche Sapi-an) è una municipalità di quarta classe delle Filippine, situata nella Provincia di Capiz, nella Regione del Visayas Occidentale.
Sapi-an è formata da 10 baranggay:
- Agsilab
- Agtatacay Norte
- Agtatacay Sur
- Bilao
- Damayan
- Dapdapan
- Lonoy
- Majanlud
- Maninang
- Poblacion